# Josef Albert Amann
Josef Albert Amann (* 13. März 1832 in Helmprächting (Niederbayern); † 22. Januar 1906 in München) war ein deutscher Gynäkologe und der Vater des späteren Gynäkologen Josef Albert Amann junior.

## Leben
Amann studierte Medizin in München und Würzburg, wo er sich als Assistent von Friedrich Wilhelm von Scanzoni der Gynäkologie und Geburtshilfe zuwandte. Nach seiner Promotion im Jahre 1859 erfolgte seine weitere Ausbildung an den Universitäten Berlin, Wien, Prag, Paris, London und Edinburgh. 1861 hielt er als erster Vorlesungen für Gynäkologie an der Ludwig-Maximilians-Universität München und 1874 wurde er außerordentlicher Professor. Er war für die Errichtung der königlichen Poliklinik für Frauenkrankheiten verantwortlich und am 5. November 1884 wurde ebenfalls auf seine Veranlassung die königliche gynäkologische Klinik im allgemeinen Krankenhaus I. J. gegründet. 1894 wurde er zum königlich-bayerischen Hofrat ernannt. Zu seinen Schülern gehörte in München gehörte Walter Siegfried Flatau.

## Schriften
- Ueber den Einfluss der weiblichen Geschlechtskrankheiten auf das Nervensystem mit besonderer Berücksichtigung des Wesens und der Erscheinung der Hysterie. Enke, Erlangen 1868, (Digitalisat; 2. vermehrte und vielfach veränderte Auflage. Enke, Erlangen 1874).
- Zur mechanischen Behandlung der Versionen und Flexionen des Uterus. Enke, Erlangen 1874, (Digitalisat).